# Carpacoce scabra
Carpacoce scabra är en måreväxtart som först beskrevs av Carl Peter Thunberg, och fick sitt nu gällande namn av Otto Wilhelm Sonder. Carpacoce scabra ingår i släktet Carpacoce och familjen måreväxter.

## Underarter
Arten delas in i följande underarter:
- C. s. rupestris
- C. s. scabra